# Edipresse
Edipresse es una empresa con sede en Lausana, Suiza. Sus principales actividades giran en torno a la edición de publicaciones, negocios inmobiliarios y emprendimiento digital.

## Historia
La empresa fue fundada en 1907 por Paul Allenspach, editor del periódico Feuille d'Avis de Lausanne. En 1937, la familia Lamunière, que controlaba la sociedad, pacta la entrada de la familia Payot, editora parisina. Ambos tomas el control conjunto de la sociedad. En 1982, Marc y Pierre Lamunière se hacen con el control mayoritario de la compañía, que pasó a llamarse Edipresse SA.
En la década de 1980, Edipresse se consolida con varias operaciones de compra de cabeceras de periódicos y revistas, principalmente en Suiza. Durante la década de 1990, el grupo amplió sus actividades a nivel internacional, principalmente en el sur y el este de Europa. En 2005, Edipresse entró en varios mercados asiáticos. Edipresse Media Asia publica con el nombre de ediciones Tatler en Hong Kong, China, Singapur, Taiwán, Malasia, Indonesia, Tailandia y Filipinas. En septiembre de 2019, Edipresse Media Asia, anunció que sería rebautizada como Tatler Asia Group a principios de enero de 2020.
En marzo de 2009, Edipresse SA anunció que sus negocios en Suiza pasaría gradualmente a ser incorporados a los de la marca Tamedia Group, empresa de la que Edipresse pasaría a ser accionista. La fusión se completó en abril de 2012. Edipresse salió de la bolsa de valores de Suiza en 2011, y en 2012 la empresa activó el procedimiento de squeeze-out o fusión destinado a la compra de paquetes de acciones de inversores minoritarios. Este procedimiento fue cerrado en octubre de 2013, quedando el edificio de Edipresse solo como oficina de la familia Lamunière.